# Ronald W. Hodges
Ronald William Hodges (Lansing, 7 de agosto de 1934-10 de dezembro de 2017), conhecido como Ron, era um entomologista e Lepidopterologista americano.
Hodges nasceu em 7 de agosto de 1934 e foi criado em Michigan. Estudou na Michigan State University, obtendo primeiro um bacharelado e depois um mestrado. Obteve um PhD pela Cornell University em 1961.
Interessado em mariposas desde criança, ele obteve uma bolsa de pós-doutorado da National Science Foundation e começou a pesquisar os Gelechiidae. Ele se separou do trabalho para ocupar um posto no Laboratório de Entomologia Sistemática do Departamento de Agricultura dos Estados Unidos, no Museu Nacional de História Natural. Ele acabou deixando esse papel para voltar a trabalhar com mariposas gelechiidae.
Ele foi o autor de três volumes de The Moths of America North of Mexico, em Oecophoridae, Cosmopterigidae e Gelechiidae. Ele atuou como diretor administrativo e editor-chefe da editora da série Wedge Entomological Research Foundation.
Ele introduziu o esquema de numeração da MONA para mariposas norte-americanas em 1983 na publicação Check List of the Lepidoptera of America North of Mexico, que ele editou. Um número MONA também é referido como um "número de Hodges".
Ele foi eleito para o Clube de Campo dos Biólogos de Washington em 1963 e foi presidente do clube de 1976 a 1979. Ele também foi presidente da Sociedade dos Lepidopteristas de 1975 a 1976; da Sociedade Entomológica de Maryland de 1973 a 1974; e da Associação Americana de Nomenclatura Zoológica de 1993 a 1995.
Após sua aposentadoria em janeiro de 1997, ele e sua esposa Elaine se mudaram para Eugene, Oregon.
Ele morreu em sua casa em Eugene, em 10 de dezembro de 2017.

## Prêmios
Hodges recebeu o Prêmio Thomas Say da Entomological Society of America por seu trabalho Moths of North America em 1990, e a Medalha Karl Jordan da Sociedade dos Lepidopteristas por sua pesquisa em gelechiidae em 1997. Ele foi eleito membro honorário da Entomological Society of Washington em 1999.
Chionodes hodgesorum foi nomeado em homenagem a Hodges e sua esposa, para coincidir com seu aniversário de 80 anos.
Os artigos de Hodges, do período de 1960 a 1997, estão na coleção da Smithsonian Institution.